# Captain (Schiff, 1870)
Die Captain, auch HMS Captain, war ein Panzerschiff (Turmschiff) der Royal Navy und das siebte Schiff in der britischen Flotte, das diesen Namen trug. Das Schiff wurde am 30. Januar 1867 auf der Werft von Laird, Son & Co. in Birkenhead auf Kiel gelegt und lief am 27. März 1869 von Stapel. Am 30. April 1870 wurde die HMS Captain in Dienst gestellt. Sie sank auf ihrer Jungfernfahrt.

## Vorgeschichte
Bereits während des Krimkrieges (1853–1856) hatten sich behelfsmäßig gepanzerte und mit wenigen schweren Kanonen bewaffnete Schiffe und Schwimmplattformen gegen die russischen Verteidigungsstellungen bewährt, so etwa bei der Beschießung des Forts Kinburn am 17. Oktober 1855, wobei sich besonders die drei neu gebauten und gepanzerten französischen Batterieschiffe Lave, Tonnante und Devastation bewährten. Trotz starken russischen Abwehrfeuers – allein die Tonnante erhielt 65 Treffer durch russische 15-cm-Geschütze – konnten die Franzosen die Bollwerke niederkämpfen.
Die britische Admiralität begann sich in den folgenden Jahren stark für die neuen Panzerschiffe zu interessieren. Nachdem am 29. Juni 1860 der britische Erfinder und Marineoffizier Cowper Phipps Coles (1819–1870) während einer Vorlesung am Royal United Service Institute den Vorschlag unterbreitet hatte, ein gepanzertes Schiff mit niedrigem Freibord und drehbaren Geschütztürmen zu konstruieren, wuchs zugleich auch das Interesse an der Aufstellung der Kanonen in Türmen: Anstelle eines Batteriedecks mit zahlreichen Geschützen in Breitseitenaufstellung sollten die neuen Panzerschiffe nur noch über wenige schwere Geschütze verfügen, die in einem oder mehreren drehbaren Türmen aufgestellt waren.
Dieser revolutionäre Vorschlag brachte jedoch einige Probleme mit sich: Einerseits schränkte die Takelage der Schiffe mit ihren zahlreichen Stützen und Verstrebungen den Bestreichungswinkel der Geschütze ein (wegen der noch verbreiteten Störanfälligkeit und der eher geringen Leistungsfähigkeit der Schiffsmaschinen war die Admiralität auch nicht geneigt, die Takelage aufzugeben), und andererseits bereitete das zu erwartende hohe Gewicht der Türme Sorgen, da es die Stabilität des Schiffes erkennbar zu beeinflussen drohte. Um zumindest einen halbwegs ausreichenden Bestreichungswinkel der schweren Geschütze zu erreichen, war es aber fast zwingend notwendig, die Türme an Oberdeck aufzustellen, was wiederum die Probleme mit der Schiffsstabilität verstärkte.

### Erste Projekte:Prince AlbertundRoyal Sovereign
Als bekannt wurde, dass mehrere kleinere Marinen in Europa, so etwa die dänische und die preußische, eigene Turmschiff-Projekte verfolgten, nahm jedoch auch der politische Druck auf die Admiralität zu. Nachdem auch noch aus der Industrie Unterstützung für Coles’ Ideen gekommen war, stimmte die Royal Navy schließlich dem Bau derartiger Turmschiffe zu. Nachdem 1862 zunächst ein mit Türmen ausgestattetes und rund 3.700 ts großes Küstenpanzerschiff in Auftrag gegeben worden war (Prince Albert), ließ die Admiralität – zur Verteidigung der Interessen des britischen Weltreiches war man auch auf hochseefähige Panzerschiffe angewiesen – zwischen 1862 und 1864 unter Coles’ Leitung das bereits 1849 begonnene Linienschiff Royal Sovereign zu einem Turmschiff umbauen.
Es wurde im Sommer 1864 in Dienst genommen, verdrängte etwa 5.100 ts und war mit zwei gezogenen 26,7-cm-Vorderladergeschützen in einem drehbaren Zwillingsturm sowie mit drei 170-Pfünder-Glattrohrkanonen in Einzelaufstellung bewaffnet. Die Frontseiten der Türme waren mit 254 Millimeter dicken Panzerplatten geschützt; die Seitenpanzerung betrug knapp 140 Millimeter. Das Schiff hatte jedoch nur rund zwei Meter Freibord und erreichte mit seiner spärlichen Takelage und seiner 2.500-PSi-Maschine nur mühsam 10,5 Knoten Höchstfahrt. Nach Probefahrten wurde schnell klar, dass ein Einsatz des Schiffes auf hoher See nicht ohne große Risiken möglich war. Bereits 1865 wurde die Royal Sovereign deshalb zum Küstenschutzschiff (coast defence ship) umklassifiziert.
Es offenbarte sich ein weiteres Problem mit den Turmschiffen: Alle gebauten Einheiten waren schlicht zu klein gewesen, um trotz der schweren Panzertürme eine ausreichende Stabilität aufzuweisen. Die Notwendigkeit, das Freibord möglichst niedrig zu halten, minimierte zudem die Fähigkeiten zum Hochseeeinsatz. Die Lösung lag auf der Hand: Es mussten größere Schiffe mit entsprechend größerer Wasserverdrängung gebaut werden. Hiermit stieß Coles aber mittlerweile auf den Widerstand einiger Marineexperten.

### Auseinandersetzungen um das Konzept der Turmschiffe
In der Zwischenzeit (1863) war nämlich ein neuer Chefkonstrukteur der Royal Navy ernannt worden: Sir Edward James Reed (1830–1906). Reed wandte sich vorerst von dem noch mit Problemen behafteten Turmschiff-Konzept ab, griff auf die vom bewährten Batteriesystem abgeleitete Idee der Zentralbatterie-Aufstellung zurück und schuf 1864 zunächst das kleine Panzerschiff Research, das durch den Umbau einer hölzernen Korvette von etwa 1.200 ts entstand. Das Schiff diente hauptsächlich als Experimentalfahrzeug und lieferte Reed wichtige Hinweise zu Rollverhalten, Stabilität und Bestreichungswinkel der Geschütze. Die Probefahrten waren nicht sonderlich zufriedenstellend und die Royal Navy kehrte bald wieder zum Turmschiff-Entwurf zurück, wobei jedoch eine deutliche Erhöhung der Tonnage und des Freibords eingefordert wurde. Reed entwarf daraufhin ein neuartiges Turmschiff-Design mit einem wesentlich erhöhten Freibord und einer auf mehr als 8.000 ts gesteigerten Wasserverdrängung.
Inzwischen hatte Coles der Marine einen neuen Vorschlag für ein rund 3.700 ts großes Schiff mit nur einem Geschützturm vorgelegt. 1864–1865 verwirklichte er seinen Plan und baute nach einem ähnlichen Entwurf im Auftrag der peruanischen Marine ein eintürmiges Panzerschiff für den Seekrieg gegen Spanien, die Huáscar, die 1866 nach Südamerika auslief und sich bei der Überfahrt als uneingeschränkt seetauglich erwies. Das Kriegsschiff, das sich später in mehreren See- und Küstengefechten bewährte und im Salpeterkrieg 1879 von Chile erbeutet wurde, blieb bis 1897 in Dienst. Es liegt heute als Museumsschiff im chilenischen Hafen von Talcahuano.
Eine Kommission der britischen Admiralität unter der Leitung des für die Ausrüstung zuständigen dritten Seelords, Vizeadmiral Sir Robert Spencer Robinson (1809–1889), hatte sich aber 1865 gegen Coles’ Konzept gewandt und entschied sich stattdessen für Reeds neuen Turmschiff-Typ, der über mindestens zwei Türme und eine größere Tonnage sowie eine vollständige Takelage verfügen sollte. Kurze Zeit später erteilte die Royal Navy die Order zum Bau des Reed-Entwurfs, welcher auf Monarch getauft wurde.
Coles war von der Entscheidung enttäuscht und erhob wegen des seiner Ansicht nach unfairen Wettbewerbs Beschuldigungen gegen Robinson und Reed sowie weitere Mitglieder der Kommission. Er behauptete, sein Vorschlag sei missverstanden worden. Seine Kontakte ins Parlament sowie eine von ihm lancierte Pressekampagne bewogen die Admiralität, besonders den seinen Ideen zugeneigten ersten Seelord, Admiral Hugh Childers, schließlich, ihm im November 1866 den Bau seines eigenen Schiffes zu erlauben, nachdem man ihn in zähen Verhandlungen zu Änderungen an seinem Konzept veranlasst hatte (unter anderem sollte sein Schiff nun ebenfalls zwei Türme besitzen).

## Bau

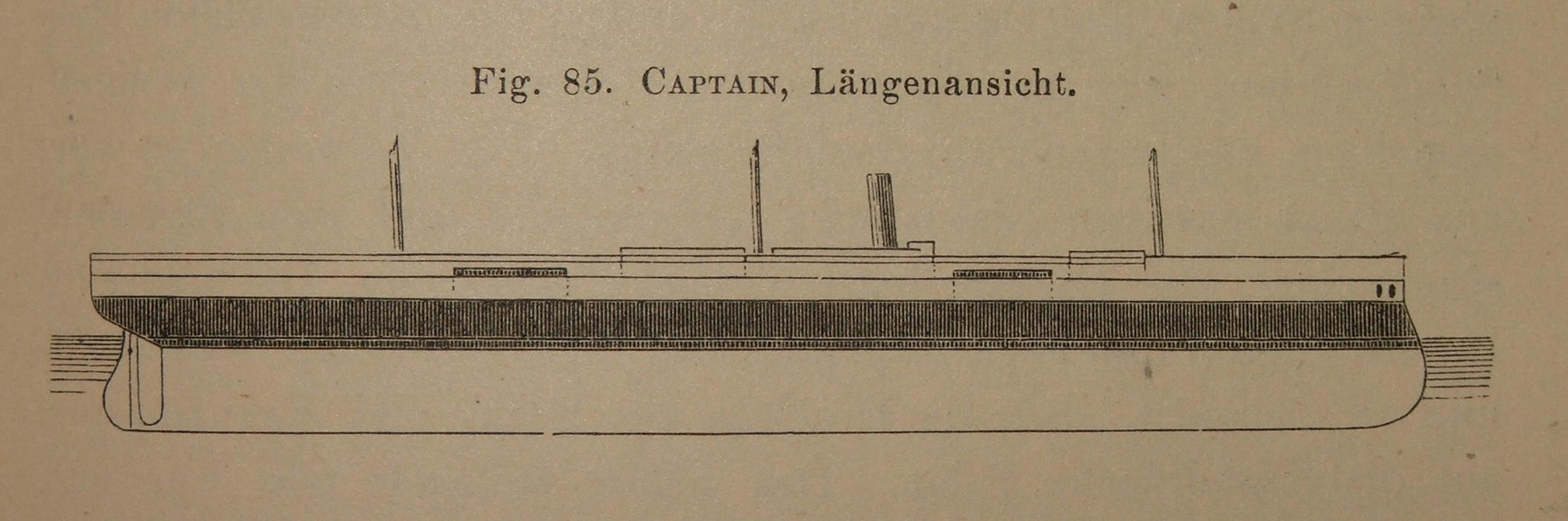
Längsschema der Captain

Die im Januar 1867 in Birkenhead auf Kiel gelegte Captain wurde mit vier je 25 Tonnen wiegenden 30,5-cm-Vorderladergeschützen in zwei Panzertürmen und zwei einzeln aufgestellten 17,8-cm-Vorderladern auf der Bug- und der Heckplattform ausgerüstet.
Back und Schanz waren durch eine rund acht Meter breite Laufbrücke verbunden, die gleichzeitig als Exerzierdeck diente, so dass die Besatzung über die auf dem tieferliegenden Artilleriedeck stehenden Geschütztürme hinweggehen konnte und diese dadurch ein kaum eingeschränktes Schussfeld erhielten. Das Schiff war vollständig aus Eisen gebaut – die Seitenpanzerung maß an der stärksten Stelle 203 Millimeter – und besaß eine vollwertige Takelage mit drei Masten sowie zwei insgesamt 5.400 PSi starke Expansionsmaschinen. Die Masten waren eine besondere Konstruktion Coles’: Er ließ sie nicht durch Stagen und Wanten abstützen, welche die Geschütze beim Feuern behindert hätten, sondern durch jeweils zwei eiserne Seitenstreben – womit er quasi eine Vorform der späteren Dreibeinmasten schuf.

### Probleme mit der Wasserverdrängung
Die Verstrebungen sowie einige Deckumbauten ließen allerdings letztlich die Wasserverdrängung der Captain um rund 800 Tonnen größer ausfallen als geplant. Hierdurch sank das Freibord, das zu Beginn des Baus mit etwa 2,5 Metern schon äußerst knapp bemessen worden war, bei voller Beladung auf nur noch 1,97 Meter. Dieser Umstand führte in der Royal Navy, besonders bei Chefkonstrukteur Reed und Vizeadmiral Robinson, zu schweren Bedenken hinsichtlich der Hochseetauglichkeit. Diese Einwände wurden aber von Coles als irrelevant abgetan und schienen sich bei den Probefahrten, die das Schiff mit guten Resultaten absolvierte, auch als unbegründet zu erweisen.

## Untergang

### Die Jungfernfahrt in die Katastrophe
Nach dem Abschluss der Tests lief die Captain, unter dem Kommando von Captain Hugh T. Burgoyne und mit dem Schöpfer Coles an Bord, im August 1870 zu einem ersten Flottenmanöver vor der spanischen Küste aus. Dabei geriet sie – als Teil eines Verbandes von elf Schiffen – in der Nacht des 6. September 1870 unweit von Kap Finisterre in einen schweren Orkan. Noch ehe ein Teil der Segel eingeholt werden konnte, wurde das Schiff gegen Mitternacht von einer schweren Bö getroffen und bekam Schlagseite. Starke Brecher schlugen über das niedrige Geschützdeck und fluteten die Turmunterbauten. Innerhalb weniger Minuten lief das Schiff voll Wasser und kenterte.
In der dunklen und stürmischen Nacht sank die gepanzerte Captain fast wie ein Stein und riss 474 Menschen, darunter Captain Burgoyne und ihren Schöpfer Cowper Phipps Coles, mit in die Tiefe. Nur 18 Mann überlebten und wurden von den übrigen Schiffen des Geschwaders gerettet. Unter den Opfern befand sich auch der Sohn des ersten Seelords, Midshipman Leonard Childers.

### Untersuchungsausschuss und Folgen
Nach dem Verlust der Captain, der das Vertrauen in die Turmschiffe erheblich erschütterte, wurde ein Untersuchungsausschuss der Royal Navy eingesetzt, der letztlich zu dem Urteil gelangte, dass der Untergang durch starken Wind und hohen Seegang, das geringe Freibord und die mangelnde Stabilität verursacht worden sei. Bereits bei einer Krängung von nur 14 Grad habe das Batteriedeck die Wasseroberfläche berührt. In einem Gutachten heißt es:
[…] H. M. Ship Captain was capsized by pressure of wind assisted by the heave of the sea and that the sail carried at the time of her loss (regard being had to the force of the wind and the state of the sea) was insufficient to have endangered a ship endued with a proper amount of stability […].
HMS Captain kenterte am Morgen des 7. September 1870 durch Winddruck im Zusammenspiel mit Seegang, und durch die Tatsache, dass die Segelfläche in Anbetracht der Windstärke und des Seegangs ein Schiff mit ausreichender Stabilität nicht in Gefahr gebracht haben würde.
Der erste Seelord, Admiral Childers, machte in der Folgezeit den dritten Seelord, Vizeadmiral Robinson, für den Verlust der Captain (und damit auch für den Tod seines Sohns) verantwortlich, obwohl dieser eindringlich vor den Gefahren gewarnt hatte. Diese haltlosen und ungerechtfertigten Anschuldigungen sorgten dafür, dass Robinson im Februar 1871 seinen Posten als dritter Seelord verlor. Childers selbst, der sich starker Kritik für sein Verhalten ausgesetzt sah, trat im März 1871 „aus gesundheitlichen Gründen“ als erster Seelord zurück.